# Monika Liedtke
Monika Liedtke (* 26. Oktober 1966) ist eine frühere deutsche Crossläuferin sowie Sommerbiathletin in der Stilrichtung Crosslauf.
Monika Liedtke lebt in Berlin und arbeitet als Bürokauffrau. Sie startete in ihrer aktiven Sportlerzeit für den BSBV 1991 Berlin und wurde von Dietmar Liedtke trainiert. Zunächst war sie als Leichtathletin in der Disziplin Crosslauf aktiv und gehörte hier zur nationalen Elite. Bei den Deutschen Meisterschaften 1997 wurde sie über die Mittelstrecke Achte, Deutschen Meisterschaften 1998 verpasste sie gegen Marlies Hartlieb mit drei Sekunden Rückstand als Viertplatzierte eine Medaille.
Liedtke ist die erfolgreichste Sommerbiathletin Deutschlands und gewann bislang 33 nationale Meistertitel. Auch international kann sie Erfolge aufweisen. 2001 gewann sie in Clausthal-Zellerfeld ein Sprintrennen im Sommerbiathlon-Europacup und weitere fünf Podiumsplatzierungen folgten bis 2006. An Sommerbiathlon-Weltmeisterschaften nahm Liedtke erstmals 2003 in Forni Avoltri teil. In Sprint und Verfolgung wurde sie dort Elfte, im Massenstart Neunte. Ein Jahr später erreichte sie in Osrblie in Sprint und Verfolgung zehnte Plätze, in der Verfolgung Rang 19. Noch erfolgreicher verliefen die Europameisterschaften 2004 in Clausthal-Zellerfeld. Sie verpasste als Vierte im Sprint noch eine Medaille, konnte sich in der Verfolgung jedoch auf Rang drei verbessern und somit die Bronzemedaille gewinnen. Mit der Mixedstaffel gewann die Berlinerin zudem Silber. Den zweiten Platz mit der Mixedstaffel konnte Liedtke bei der EM 2005 in Bystrice wiederholen, zudem gewann sie Silber im Massenstartwettbewerb. Im Sprint wurde sie Neunte. Ihre letzten Weltmeisterschaften wurden die Titelkämpfe des Jahres 2006 von Ufa. Dort belegte sie im Sprint Rang elf und in der Verfolgung Rang neun. Danach beendete Liedtke ihre aktive internationale Laufbahn, startete bis 2009 aber noch auf nationaler Ebene, als sie in Zinnwald im Luftgewehr-Massenstart ihren 33. Titel bei Deutschen Meisterschaften gewann. Mit insgesamt 53 Medaillen bei Deutschen Meisterschaften ist sie die erfolgreichste Sommerbiathletin Deutschlands.

## Erfolge in Biathlon
Europameisterschaften
- Sprint: Bronze 2004
- Verfolgung: Silber 2004
- Massenstart: Silber 2005
- Staffel: Silber 2004, 2005

Deutsche Meisterschaften
- Kleinkaliber-Sprint – Meisterin 2001 bis 2008; Bronze 2009
- Kleinkaliber-Verfolgung – Meisterin 2001 bis 2003
- Kleinkaliber-Massenstart – Meisterin 2004 bis 2007; Vizemeisterin 2008
- Kleinkaliber-Staffel – Vizemeisterin 2006 bis 2009
- Luftgewehr-Sprint – Meisterin 2000 bis 2007; Bronze 2008
- Luftgewehr-Verfolgung – Meisterin 2001 bis 2003
- Luftgewehr-Massenstart – Meisterin 2004 bis 2006, 2009; Vizemeisterin 2007
- Luftgewehr-Staffel – Meisterin 2003, 2004; Vizemeisterin 2006, 2008, 2009; Bronze 2002, 2007